# Занесеност Лоле В. Стајн
„Занесеност Лоле В. Стајн“ (фр. Le Ravissement de Lol V. Stein) психолошки је роман француске књижевнице Маргерит Дирас, објављен 1964. Спада у њена најпознатија и најкомплекснија књижевна остварења. Роман започиње сећањем на тренутак када је Лол В. Стајн, деветнаестогодишња девојка, упала у неко непознато, неименовано, психичко стање занесености, након што ју је вереник оставио због удате жене. Након десет година, удата за другог мушкарца и мајка троје деце, враћа се у свој родни град, где покушава да оживи доживљену, заносну ситуацију из прошлости. Читав роман се читаоцу предочава из перспективе љубавника њене другарице Татјане, који је потајно заљубљен у Лолу. Међутим, нарација романа је много сложенија од класичне нарације непоузданог наратора, поготово у првим поглављима где се разлика између наратора мушког пола и протагонисткиње, као и разлика између гласа који приповеда и онога што се читаоцу предочава преко тог гласа, замагљује и меша.
Роман покреће многе теме кључне за Дирасину поетику: однос између понављања и жеље, лудила и разума, фузије и раздвајања, призора и говора. Истраживање ових односа су присутни и у њеној прози из педесетих година двадестог века, али су тек у „Занесености Лоле В. Стајн“ потпуно обликовани на нов, радикално експерименталан начин. Роман је важан за сагледавање Дирасиног опуса и зато што се у њему по први пут појављују ликови Лоле В. Стајн, Ана-Марије Стретер, Тале и других, који ће се појављивати и у неким њеним каснијим књигама и филмским сценаријима. Након изласка привукао је велико интересовање француских интелектуалаца. Психоаналитичар Жак Лакан је написао сопствену анализу романа под називом „Омаж посвећен Магерити Дирас, Занесеност Лоле В. Стајн“. У тој анализи је тврдио да је репрезентација људске психе у овом делу врло блиска његовим психоаналитичким теоријама, иако сама ауторка никада није похађала његова предавања. То је био уједно и једини текст који је Лакан написао о неком савременом књижевнику. У анкети француских новина Монд на крају двадестог века „Занесеност Лоле В. Стајн“ се нашла на 71. месту листе 100 најбољих књижевних дела двадесетог века. Роман је на српски језик превела Ана Моралић.

## Издања на српском
- Маргерит Дирас, Занесеност Лоле В. Стајн (с енглеског превела:Ана Моралић), Рад, Београд, 1987.  10192903
- Маргерит Дирас, Занесеност Лоле В. Стајн (с енглеског превела:Ана Моралић) на Брајевом писму, Филип Вишњић, Београд, 1989.  152391948